# Danmarkshavn
Danmarkshavn is een weerstation in het Nationaal park Noordoost-Groenland in Groenland.
Het weerstation is permanent met acht personen bemand. Danmarkshavn is de noordelijkste plaats aan de oostkust van Groenland die door niet-ijsbrekers kan worden bereikt. Eens per twee jaar wordt Danmarkshavn in augustus door een schip bevoorraad. Danmarkshavn ligt het hele jaar door op UTC.

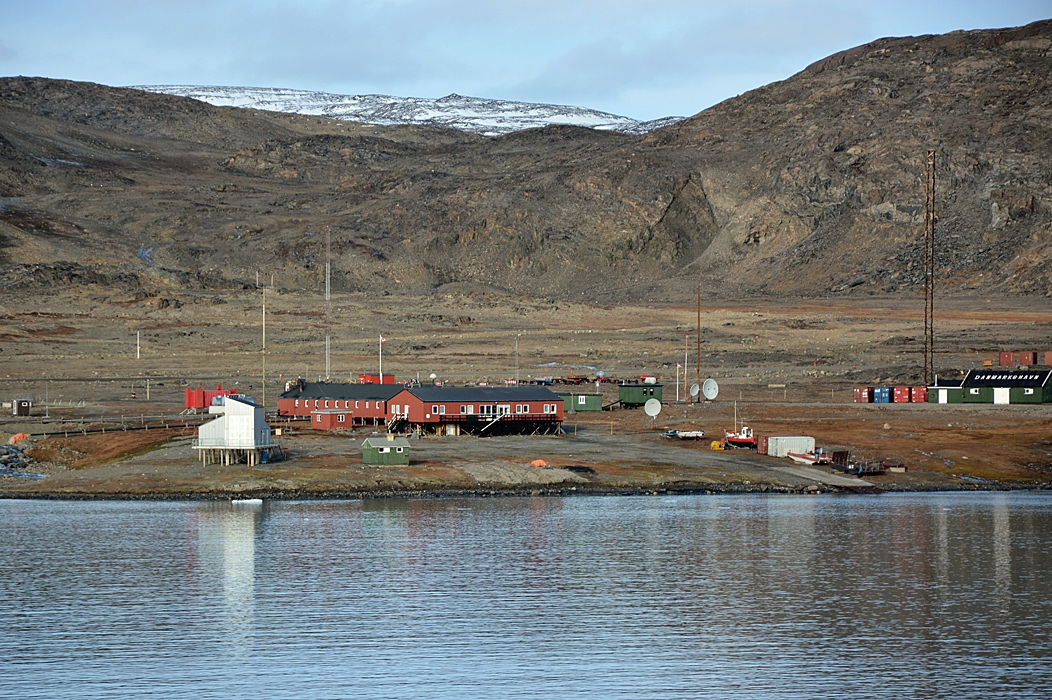
Danmarkshavn, september 2013